# 伊莎贝尔·古拉特
伊莎贝尔·古拉特（Izabel Goulart；1984年10月23日—），巴西超級名模。她是高級時裝品牌：Armani Exchange的代言人。她也是维多利亚的秘密的专属模特兒。伊莎貝上過VOGUE及Sports Illustrated Swimsuit Issue等雜誌封面，也有參與Bill Blass、Jill Sander、Bottega Veneta等著名時裝及奢侈品的時裝展；未婚夫為德國國腳凱文·特拉普。